# Ivan Ljubičić (Fußballspieler)
Ivan Ljubičić (* 17. Januar 1992 in Imotski) ist ein kroatischer Fußballspieler.

## Karriere
Ljubičić begann seine Karriere beim NK Zagreb. Zur Saison 2007/08 wechselte er zum NK Trnje. In der Saison 2008/09 spielte er für den NK Naftaš HAŠK Zagreb. Zur Saison 2009/10 wechselte er zum NK Hrvatski dragovoljac. Zur Saison 2010/11 kam er in die Jugend von Dinamo Zagreb.
Zur Saison 2011/12 wechselte er zum Zweitligisten NK Sesvete, für den er zu zehn Einsätzen in der 2. HNL kam. Im August 2012 wechselte er zum Ligakonkurrenten NK Naftaš HAŠK Zagreb, für den er bereits in seiner Jugend gespielt hatte. Für HAŠK spielte er 19 Mal in der zweiten Liga, aus der er mit dem Verein am Ende der Saison 2012/13 allerdings als Tabellenletzter absteigen musste. Daraufhin schloss er sich zur Saison 2013/14 dem NK Zagreb an, bei dem er einst seine Karriere begonnen hatte. Mit dem NK stieg er am Saisonende in die 1. HNL auf. Sein Debüt in der höchsten kroatischen Spielklasse gab er im Juli 2014, als er am ersten Spieltag der Saison 2014/15 gegen den HNK Rijeka in der Startelf stand und in der 34. Minute durch Lovro Medić ersetzt wurde. In zweieinhalb Spielzeiten beim NK Zagreb kam Ljubičić zu 48 Erst- und 22 Zweitligaeinsätzen.
Im Februar 2017 schloss er sich dem Zweitligisten NK Rudeš an. Für Rudeš kam er bis zum Ende der Saison 2016/17 zu sechs Einsätzen in der 2. HNL. Mit dem Verein stieg er zu Saisonende in die 1. HNL auf. Daraufhin wechselte er zur Saison 2017/18 zum Zweitligisten NK Lučko Zagreb, für den er allerdings nicht zum Einsatz kam. Im Oktober 2017 wechselte er zum unterklassigen NK Špansko.
Zur Saison 2020/21 wechselte Ljubičić nach Österreich zum Regionalligisten ATSV Stadl-Paura. Für Stadl-Paura kam er zu elf Einsätzen in der Regionalliga. Im März 2021 kehrte er zu Špansko zurück. Zur Saison 2021/22 wechselte er ein zweites Mal nach Österreich, diesmal zum Regionalligisten Union Vöcklamarkt. Für Vöcklamarkt absolvierte er insgesamt 14 Partien in der Regionalliga Mitte. Im Februar 2022 wechselte in die Regionalliga Ost zum FCM Traiskirchen. Für Traiskirchen spielte er allerdings nur zweimal in der Ostliga, sonst kam er fünfmal für die Reserve in der siebten Liga zum Einsatz. Nach der Saison 2021/22 verließ er den Verein wieder. Anschließend kehrte er in seine Heimat zum unterklassigen NK Zelina zurück.
Im Februar 2023 wechselte er dann wieder nach Österreich und schloss sich dem fünftklassigen FC Großklein an.